# Tokunagayusurika taihuensis
Tokunagayusurika taihuensis är en tvåvingeart som beskrevs av Wen, Zhou och Rong 1994. Tokunagayusurika taihuensis ingår i släktet Tokunagayusurika och familjen fjädermyggor.
Artens utbredningsområde är Jiangsu (Kina). Inga underarter finns listade i Catalogue of Life.